# چرچی (بایبورد)
چرچی {{ترکی|Çerçi) (به کردی: Çerçî) یک منطقهٔ مسکونی در ترکیه است که در بایبورد واقع شده‌است. چرچی ۶۳ نفر جمعیت دارد.